# Liste von Seehäfen
Die Liste von Seehäfen bietet einen Überblick über die Seehäfen, die von Seeschiffen angelaufen werden können. Sie ist nach den Ozeanen und deren Nebenmeeren gegliedert.

## Erklärung
- Name: Name des Hafens
- Ort: Ortslage des Hafens
- Land: Landeszugehörigkeit des Hafens
- Gewässer: Fluss bzw. Meeresgebiet
- Koordinaten: Koordinatenangabe für die Lage des Hafens
- Betreiber/Behörde: Betreibergesellschaft des Hafens bzw. Hafenbehörde
- Bemerkungen: kurze Informationen zum Hafen

## Arktischer Ozean
| Name                        | UN/LOCODE | Ort             | Land               | Gewässer                    | Koordinaten                   | Betreiber/Behörde                      | Bemerkungen                                                   |
| --------------------------- | --------- | --------------- | ------------------ | --------------------------- | ----------------------------- | -------------------------------------- | ------------------------------------------------------------- |
| Hafen von Archangelsk       | RUARH     | Archangelsk     | Russland           | Nördliche Dwina Weißes Meer | 64° 33′ 31″ N, 040° 30′ 36″ O | JSC Arkhangelsk Sea Commercial Port    |                                                               |
| Hafen von Barrow            |           | Barrow (Alaska) | Vereinigte Staaten | Tschuktschensee             | 71° 17′ 35″ N, 156° 47′ 36″ W |                                        | nördlichste Stadt der USA, Kreuzfahrtziel                     |
| Port of Churchill, Manitoba | CACHV     | Churchill       | Kanada             | Churchill River Hudson Bay  | 58° 46′ 28″ N, 094° 11′ 37″ W | OmniTRAX                               | eisfrei zwischen Ende Juli und Anfang November                |
| Hafen Dikson                | RUDKS     | Dikson          | Russland           | Jenissei Karasee            | 73° 30′ 27″ N, 080° 23′ 47″ O | State Enterprise Dikson Sea Trade Port |                                                               |
| Hafen von Hammerfest        | NOHFT     | Hammerfest      | Norwegen           | Europäisches Nordmeer       | 70° 40′ 02″ N, 023° 40′ 25″ O | Hammerfest Havnevesen                  | ganzjährig eisfrei                                            |
| Hafen von Kirkenes          | NOKKN     | Kirkenes        | Norwegen           | Barentssee                  | 69° 43′ 42″ N, 030° 03′ 32″ O | Municipality of Sor-Varanger           | nördlicher Wendepunkt der Hurtigruten-Schifffahrtslinie       |
| Hafen Murmansk              | RUMMK     | Murmansk        | Russland           | Barentssee                  | 68° 58′ 09″ N, 033° 02′ 25″ O | Murmansk Port Authority                | ganzjährig eisfrei, Hauptstützpunkt der russischen Nordflotte |
| Hafen von Tromsø            | NOTOS     | Tromsø          | Norwegen           | Europäisches Nordmeer       | 69° 38′ 50″ N, 018° 57′ 41″ O | Tromsø Havn KF                         |                                                               |

## Atlantischer Ozean

### Atlantik
| Name                                   | UN/LOCODE | Ort                                           | Land                   | Gewässer                 | Koordinaten                   | Betreiber/Behörde                         | Bemerkungen                                     |
| -------------------------------------- | --------- | --------------------------------------------- | ---------------------- | ------------------------ | ----------------------------- | ----------------------------------------- | ----------------------------------------------- |
| Freeport Monrovia                      | LRMLW     | Monrovia                                      | Liberia                | Mesurado River           | 06° 20′ 24″ N, 010° 47′ 40″ W | Monrovia Port Authority                   |                                                 |
| Hafen Boston                           | USBOS     | Boston                                        | Vereinigte Staaten     | Massachusetts Bay        | 42° 22′ 24″ N, 071° 03′ 20″ W | Massport                                  |                                                 |
| Hafen Halifax                          | CAHAL     | Halifax (Nova Scotia)                         | Kanada                 | Bedford Basin            | 44° 38′ 36″ N, 063° 34′ 08″ W | Halifax Port Authority                    |                                                 |
| Hafen Lüderitz                         | NALUD     | Lüderitz                                      | Namibia                | Lüderitzbucht            | 26° 38′ 52″ S, 015° 09′ 28″ O | NamPort                                   |                                                 |
| Hafen Walvis Bay                       | NAWVB     | Walvis Bay                                    | Namibia                | Walfischbucht            | 22° 56′ 08″ S, 014° 29′ 07″ O | NamPort                                   | Tiefwasserhafen, größter Hafen Namibias         |
| Puerto de La Coruña                    | ESLCG     | A Coruña                                      | Spanien                | Golf von Biskaya         | 43° 21′ 27″ N, 008° 23′ 28″ W | Autoridad Portuaria de A Coruña           |                                                 |
| Helen Delich Bentley Port of Baltimore | USBAL     | Baltimore                                     | Vereinigte Staaten     | Chesapeake Bay           | 39° 16′ 30″ N, 076° 35′ 04″ W | Maryland Port Administration              |                                                 |
| Port de Brest                          | FRBES     | Brest (Finistère)                             | Frankreich             | Rade de Brest            | 48° 23′ 12″ N, 004° 29′ 48″ W | CCI de Brest                              | Stützpunkt der frz. Atlantikflotte              |
| Puerto Nuevo                           | ARBUE     | Buenos Aires                                  | Argentinien            | Río de la Plata          | 34° 35′ 57″ S, 058° 22′ 17″ W | Administración General de Puertos         | Tiefwasserhafen                                 |
| Hafen Cadiz                            | ESCAD     | Cádiz                                         | Spanien                | Golf von Cádiz           | 36° 31′ 12″ N, 006° 15′ 50″ W | Autoridad Portuaria de la Bahia de Cadiz  |                                                 |
| Hafen Casablanca                       | MACAS     | Casablanca                                    | Marokko                |                          | 33° 36′ 05″ N, 007° 36′ 52″ W | Societe D'Exploitation des Ports          |                                                 |
| Hafen Dakar                            | SNDKR     | Dakar                                         | Senegal                |                          | 14° 40′ 56″ N, 017° 25′ 48″ W | Port Autonome de Dakar                    | nahe dem westlichsten Punkt Afrikas             |
| Hafen Kapstadt                         | ZACPT     | Kapstadt                                      | Südafrika              | Tafelbucht               | 33° 54′ 33″ S, 018° 26′ 11″ O | Transnet National Ports Authority         |                                                 |
| Port du Havre                          | FRLEH     | Le Havre                                      | Frankreich             | Ärmelkanal               | 49° 28′ 14″ N, 000° 09′ 25″ O | Port autonome du Havre                    | Tiefwasserhafen, zweitgrößter Hafen Frankreichs |
| Hafen von Lissabon                     | PTLIS     | Lissabon                                      | Portugal               | Tejo                     | 38° 41′ 33″ N, 009° 06′ 18″ W | Administração do Porto de Lisboa, S.A.    |                                                 |
| Hafen von Liverpool                    | GBLIV     | Liverpool                                     | Vereinigtes Königreich | River Mersey Irische See | 53° 26′ 11″ N, 003° 00′ 41″ W | Mersey Docks and Harbour Comp.            |                                                 |
| Dante B. Fascell Port of Miami         | USMIA     | Miami                                         | Vereinigte Staaten     | Biscayne Bay             | 25° 46′ 27″ N, 080° 10′ 16″ W | Miami Dade County                         | größter Kreuzfahrthafen der Welt                |
| Hafen von Montevideo                   | UYMVD     | Montevideo                                    | Uruguay                | Río de la Plata          | 34° 54′ 04″ S, 056° 12′ 35″ W | Administracion Nacional de Puertos        |                                                 |
| Hafen von New York                     | USNYC     | New York City, Jersey City, Newark, Elizabeth | Vereinigte Staaten     | Hudson River             | 40° 41′ 18″ N, 074° 01′ 43″ W | Port Authority of New York and New Jersey |                                                 |
| Hafen Saldanha                         | ZASDB     | Saldanha                                      | Südafrika              | Saldanha Bay             | 33° 01′ 09″ S, 017° 58′ 06″ O | Transnet National Ports Authority         | bedeutendes Eisenerzterminal                    |
| Hafen von Santos                       | BRSSZ     | Santos                                        | Brasilien              |                          | 23° 58′ 08″ S, 046° 18′ 03″ W | Companhia Docas do Estado de São Paulo    | bedeutendster Hafen Lateinamerikas              |
| Hafen Savannah                         | USSAV     | Savannah (Georgia)                            | Vereinigte Staaten     | Savannah River           | 32° 07′ 43″ N, 081° 09′ 07″ W | Georgia Ports Authority                   |                                                 |
| Port Canaveral                         | USPCV     | Cape Canaveral                                | Vereinigte Staaten     | Bucht von Canaveral      | 28° 24′ 37″ N, 080° 36′ 29″ W | Canaveral Port Authority                  | zweitgrößter Kreuzfahrthafen der Welt           |
| Puerto de La Luz                       | ESLPA     | Las Palmas de Gran Canaria                    | Spanien                |                          | 28° 08′ 14″ N, 015° 25′ 06″ W | Autoridad Portuaria de Las Palmas         |                                                 |
| Hafen von Cotonou                      | BJCOO     | Cotonou                                       | Benin                  | Bucht von Benin          | 06° 20′ 49″ N, 002° 25′ 26″ O | Bolloré Ports                             | Tiefwasserhafen                                 |

### Golf von Mexiko
| Name                   | UN/LOCODE | Ort            | Land               | Gewässer                          | Koordinaten                   | Betreiber/Behörde                                     | Bemerkungen                                                                    |
| ---------------------- | --------- | -------------- | ------------------ | --------------------------------- | ----------------------------- | ----------------------------------------------------- | ------------------------------------------------------------------------------ |
| Hafen Corpus Christi   | USCRP     | Corpus Christi | Vereinigte Staaten | Nueces River, Corpus Christi Bay  | 27° 48′ 46″ N, 097° 24′ 26″ W | Port of Corpus Christi Authority                      |                                                                                |
| Hafen New Orleans      | USMSY     | New Orleans    | Vereinigte Staaten | Mississippi River                 | 29° 56′ 13″ N, 090° 03′ 43″ W | Board of Commissioners of the Port of New Orleans     |                                                                                |
| Hafen von Galveston    | USGLS     | Galveston      | Vereinigte Staaten | Galveston Bay                     | 29° 18′ 15″ N, 094° 49′ 07″ W | Port of Galveston                                     |                                                                                |
| Hafen von Houston      | USHOU     | Houston        | Vereinigte Staaten | Trinity Bay, Houston Ship Channel | 29° 36′ 40″ N, 095° 01′ 18″ W | Port of Houston Authority                             |                                                                                |
| Hafen von Mobile       | USMOB     | Mobile         | Vereinigte Staaten | Mobile Bay                        | 30° 42′ 41″ N, 088° 02′ 25″ W | Alabama State Port Authority                          | Kreuzfahrthafen                                                                |
| Hafen von Südlouisiana | USLU8     | Reserve        | Vereinigte Staaten | Mississippi                       | 30° 03′ 29″ N, 090° 33′ 52″ W | Board of Commissioners of the Port of South Louisiana | größter Hafen der USA nach Massengutumschlag, zweitgrößter nach Gesamtumschlag |
| Hafen von Altamira     | MXATM     | Altamira       | Mexiko             |                                   | 22° 29′ 12″ N, 097° 51′ 40″ W |                                                       |                                                                                |
| Hafen von Tampico      | MXTAM     | Tampico        | Mexiko             |                                   | 22° 15′ 06″ N, 097° 48′ 37″ W |                                                       |                                                                                |
| Hafen von Veracruz     | MXVER     | Veracruz       | Mexiko             |                                   | 19° 12′ 30″ N, 096° 08′ 02″ W | Administracion Portuaria Integral de Veracruz         | bedeutendster Atlantikhafen Mexikos                                            |

### Große Seen
| Name               | UN/LOCODE | Ort      | Land               | Gewässer           | Koordinaten                   | Betreiber/Behörde                    | Bemerkungen                   |
| ------------------ | --------- | -------- | ------------------ | ------------------ | ----------------------------- | ------------------------------------ | ----------------------------- |
| Hafen von Chicago  | USCHI     | Chicago  | Vereinigte Staaten | Michigansee        | 41° 41′ 22″ N, 087° 33′ 58″ W | Illinois International Port District |                               |
| Hafen von Duluth   | USDLH     | Duluth   | Vereinigte Staaten | Oberer See         | 46° 45′ 35″ N, 092° 06′ 55″ W | Duluth Seaway Port Authority         | Größter Hafen der Großen Seen |
| Hafen von Montreal | CAMTR     | Montreal | Kanada             | Sankt-Lorenz-Strom | 45° 32′ 37″ N, 073° 31′ 45″ W | Montreal Port Authority              |                               |
| Hafen von Québec   | CAQUE     | Québec   | Kanada             | Sankt-Lorenz-Strom | 46° 48′ 21″ N, 071° 12′ 51″ W | Quebec Port Authority                |                               |
| Hafen von Toronto  | CATOR     | Toronto  | Kanada             | Ontariosee         | 43° 38′ 03″ N, 079° 22′ 08″ W | Toronto Port Authority               |                               |

### Karibisches Meer
| Name                   | UN/LOCODE | Ort                 | Land                | Gewässer             | Koordinaten                   | Betreiber/Behörde                        | Bemerkungen                    |
| ---------------------- | --------- | ------------------- | ------------------- | -------------------- | ----------------------------- | ---------------------------------------- | ------------------------------ |
| Hafen von Cartagena    | COCTG     | Cartagena de Indias | Kolumbien           | Cartagena Bay        | 10° 24′ 12″ N, 075° 31′ 51″ W | Sociedad Portuaria Regional de Cartagena | UNESCO-Welterbe seit 1984      |
| Hafen von Havanna      | CUHAV     | Havanna             | Kuba                | Bahía de La Habana   | 23° 07′ 57″ N, 082° 20′ 31″ W | Empresa Terminales Mambisas de La Habana |                                |
| Hafen Kingston         | JMKIN     | Kingston            | Jamaika             | Hunts Bay/Cagway Bay | 17° 58′ 54″ N, 076° 49′ 46″ W | Port Authority of Jamaica                |                                |
| Hafen von La Guaira    | VELAG     | La Guaira, Caracas  | Venezuela           |                      | 10° 36′ 05″ N, 066° 56′ 48″ W | Puertos del Litoral Central SA           | bedeutendster Hafen Venezuelas |
| Hafen von Montego Bay  | JMMBJ     | Montego Bay         | Jamaika             | Montego Bay          | 18° 28′ 03″ N, 077° 56′ 12″ W | Port Authority of Jamaica                | Kreuzfahrthafen                |
| Hafen von Nassau       | BSNAS     | Nassau              | Bahamas             |                      | 25° 04′ 36″ N, 077° 19′ 26″ W | Nassau Port Authority                    |                                |
| Hafen von Ocho Rios    | JMOCJ     | Ocho Rios           | Jamaika             | Mallards Bay         | 18° 24′ 37″ N, 077° 06′ 38″ W | Port Authority of Jamaica                | Kreuzfahrthafen                |
| Hafen von Saint John’s |           | Saint John’s        | Antigua und Barbuda | Fort Bay             | 17° 07′ 22″ N, 061° 51′ 13″ W | Antigua Port Authority                   |                                |

### Mittelmeer
| Name                    | UN/LOCODE | Ort           | Land         | Gewässer            | Koordinaten                   | Betreiber/Behörde                           | Bemerkungen                                                               |
| ----------------------- | --------- | ------------- | ------------ | ------------------- | ----------------------------- | ------------------------------------------- | ------------------------------------------------------------------------- |
| Ambarlı Limanı          | TRIST     | Istanbul      | Türkei       | Marmarameer         | 40° 57′ 53″ N, 028° 40′ 27″ O | ALTAŞ Ambarlı Liman Tesisleri Tic. A.Ş.     | Tiefwasserhafen, größter Seehafen der Türkei                              |
| Hafen Genua             | ITGOA     | Genua         | Italien      | Ligurisches Meer    | 44° 24′ 15″ N, 008° 54′ 15″ O | Autorità Portuale Genova                    | größter Seehafen Italiens                                                 |
| Hafen Koper             | SIKOP     | Koper         | Slowenien    | Golf von Triest     | 45° 33′ 00″ N, 013° 44′ 00″ O | Luka Koper d.d.                             |                                                                           |
| Hafen Rijeka            | HRRJK     | Rijeka        | Kroatien     | Kvarner-Bucht       | 45° 19′ 39″ N, 014° 25′ 32″ O | Port of Rijeka Authority                    |                                                                           |
| Hafen Triest            | ITTRS     | Triest        | Italien      | Golf von Triest     | 45° 38′ 42″ N, 013° 46′ 32″ O | Autorità Portuale Trieste                   | größter Seehafen der nördlichen Adria                                     |
| Hafen von Alexandria    | EGALY     | Alexandria    | Ägypten      | Nildelta            | 31° 10′ 59″ N, 029° 52′ 00″ O | Alexandria Port Authority                   | bedeutendster Hafen Ägyptens                                              |
| Hafen von Algier        | DZALG     | Algier        | Algerien     | Bucht von Algier    | 36° 46′ 25″ N, 003° 04′ 02″ O | Entreprise Portuaire d’Alger                |                                                                           |
| Hafen Ashdod            | ILASH     | Ashdod        | Israel       |                     | 31° 49′ 50″ N, 034° 38′ 52″ O | Israeli Ports and Railways Authority        |                                                                           |
| Hafen von Barcelona     | ESBCN     | Barcelona     | Spanien      | Balearen-Meer       | 41° 21′ 17″ N, 002° 10′ 12″ O | Autoridad Portuaria de Barcelona            | einer der größten Häfen des Mittelmeeres, größter Kreuzfahrthafen Europas |
| Hafen Civitavecchia     | ITCVV     | Civitavecchia | Italien      | Tyrrhenisches Meer  | 42° 05′ 56″ N, 011° 46′ 51″ O | Autorita Portuale Civitavecchia             | Seehafen der italienischen Hauptstadt Rom                                 |
| Hafen Gioia Tauro       | ITGIT     | Gioia Tauro   | Italien      | Straße von Messina  | 38° 27′ 24″ N, 015° 54′ 16″ O | Contship Italia Group                       | größter Containerhafen der Mittelmeerregion                               |
| Hafen Durrës            | ALDRZ     | Durrës        | Albanien     | Adriatisches Meer   | 41° 18′ 35″ N, 019° 27′ 26″ O | Autoriteti Portual Durrës                   | größter Hafen Albaniens                                                   |
| Hafen Palma de Mallorca | ESPMI     | Palma         | Spanien      | Bucht von Palma     | 39° 33′ 28″ N, 002° 37′ 49″ O | Port Authority of the Balearic Islands      |                                                                           |
| Hafen La Spezia         | ITSPE     | La Spezia     | Italien      | Tyrrhenisches Meer  | 44° 06′ 28″ N, 009° 50′ 32″ O | Autorità Portuale della Spezia              | Hauptstützpunkt der italienischen Marine                                  |
| Hafen von Piräus        | GRPIR     | Piräus        | Griechenland | Ägäis               | 37° 56′ 31″ N, 023° 38′ 10″ O | Piraeus Port Authority (OLP) S.A.           | größter Passagierhafen Europas                                            |
| Hafen von Savona        | ITSVN     | Savona        | Italien      | Ligurisches Meer    | 44° 18′ 42″ N, 008° 29′ 35″ O | Autorità Portuale di Savona                 | Kreuzfahrthafen                                                           |
| Hafen von Valencia      | ESVLC     | Valencia      | Spanien      | Balearen-Meer       | 39° 26′ 39″ N, 000° 19′ 10″ W | Port Authority of Valencia                  | größter Containerhafen Spaniens                                           |
| Grand Harbour           | MTMLA     | Valletta      | Malta        |                     | 35° 53′ 43″ N, 014° 30′ 43″ O | Malta Maritime Authority                    |                                                                           |
| Marseille Europort      | FRMRS     | Marseille     | Frankreich   | Rhone Golfe du Lion | 43° 20′ 31″ N, 005° 20′ 10″ O | Marseille Fos Port Authority                |                                                                           |
| Port Said               | EGPSD     | Port Said     | Ägypten      |                     | 31° 15′ 12″ N, 032° 18′ 34″ O | Port Said Port Authority                    | Seehafen am Nordende des Suezkanals                                       |
| Hafen von Beirut        | LBBEY     | Beirut        | Libanon      |                     | 33° 54′ 26″ N, 035° 31′ 31″ O | Gestion et Exploitation du Port de Beyrouth | Bei der Explosionskatastrophe vom 4. August 2020 stark beschädigt         |

### Nordsee
| Name                       | UN/LOCODE   | Ort                | Land                   | Gewässer                | Koordinaten                   | Betreiber/Behörde | Bemerkungen                                                                |
| -------------------------- | ----------- | ------------------ | ---------------------- | ----------------------- | ----------------------------- | --- | -------------------------------------------------------------------------- |
| Bremische Häfen            | DEBRE DEBRV | Bremen Bremerhaven | Deutschland            | Weser                   | 53° 33′ 49″ N, 008° 33′ 17″ O | bremenports |                                                                            |
| Cuxhavener Häfen           | DECUX       | Cuxhaven           | Deutschland            | Elbe                    | 53° 51′ 50″ N, 008° 42′ 31″ O | Niedersachsen Ports, Cuxport Seehafen-Dienstleistungs GmbH                                                                                 | Fischereihafen Cuxhaven, Cuxport, RoRo-Verkehr                             |
| Eemshaven                  | NLEEM       | Eemsmond           | Niederlande            | Ems, Dollart            | 53° 26′ 54″ N, 006° 49′ 52″ O | Groningen Seaports | Ausrüstungshafen der Meyer Werft                                           |
| Emder Hafen                | DEEME       | Emden              | Deutschland            | Ems, Dollart            | 53° 20′ 40″ N, 007° 12′ 00″ O | Niedersachsen Ports |                                                                            |
| Papenburger Hafen          | DEPAP       | Papenburg          | Deutschland            | Ems                     | 53° 05′ 55″ N, 007° 21′ 59″ O | Niedersachsen Ports | Meyer Werft                                                                |
| Hamburger Hafen            | DEHAM       | Hamburg            | Deutschland            | Elbe                    | 53° 32′ 24″ N, 009° 58′ 58″ O | Hamburg Port Authority | größter Seehafen Deutschlands                                              |
| Hafen Rotterdam            | NLRTM       | Rotterdam          | Niederlande            | Rhein-Maas-Delta        | 51° 53′ 35″ N, 004° 18′ 33″ O | Port of Rotterdam Authority | größter Tiefwasserhafen Europas                                            |
| Hafen von Amsterdam        | NLAMS       | Amsterdam          | Niederlande            | Nordseekanal IJsselmeer | 52° 24′ 47″ N, 004° 49′ 42″ O | Amsterdam Port Authority |                                                                            |
| Hafen von Moerdijk         | NLMOE       | Moerdijk           | Niederlande            | Rhein-Maas-Delta        | 51° 40′ 48″ N, 004° 34′ 48″ O | Havenbedrijf Moerdijk N.V. |                                                                            |
| Hafen von Bergen           | NOBGO       | Bergen             | Norwegen               | Innerer Byfjord         | 60° 23′ 49″ N, 005° 19′ 17″ O | Bergen og Omland havensesen | Ausgangspunkt der Hurtigruten-Schiffe nach Kirkenes                        |
| Hafen von Antwerpen        | BEANR       | Antwerpen          | Belgien                | Schelde                 | 51° 17′ 57″ N, 004° 19′ 41″ O | Port of Antwerpen Authority | größter Stückguthafen der Welt                                             |
| Hafen von Brügge-Zeebrügge | BEZEE       | Brügge             | Belgien                | Straße von Dover        | 51° 17′ 35″ N, 003° 12′ 35″ O | Maatschappij van de Brugse Zeevaartinrichtingen N.V.                                                                                       | größter Hafen für die Autoindustrie                                        |
| Hafen von Dover            | GBDVR       | Dover              | Vereinigtes Königreich | Straße von Dover        | 51° 07′ 15″ N, 001° 19′ 31″ O | Dover Harbour Board | einer der größten Passagierhäfen Europas                                   |
| Hafen von Gent             | BEGNE       | Gent               | Belgien                | Kanal Gent–Terneuzen    | 51° 06′ 52″ N, 003° 46′ 04″ O | Ghent Port Company AMC | für Panamax-Schiffe zugänglich                                             |
| Hirtshals Havn             | DKHIR       | Hirtshals          | Dänemark               | Jammerbucht Skagerrak   | 57° 35′ 43″ N, 009° 57′ 59″ O | Hirtshals Havn | Fischerei- und Fährhafen                                                   |
| Hafen von Oslo             | NOOSL       | Oslo               | Norwegen               | Oslofjord               | 59° 53′ 50″ N, 010° 44′ 07″ O | Oslo Port Authority | größter Hafen Norwegens                                                    |
| Hafen von Southampton      | GBSOU       | Southampton        | Vereinigtes Königreich | Solent                  | 50° 54′ 09″ N, 001° 25′ 44″ W | Associated British Ports | bedeutendster europäischer Kreuzfahrthafen                                 |
| Hafen von Stavanger        | NOSVG       | Stavanger          | Norwegen               | Boknafjord              | 58° 58′ 44″ N, 005° 44′ 22″ O | Stavanger Interkommunale Havn IKS |                                                                            |
| JadeWeserPort              | DEWVN       | Wilhelmshaven      | Deutschland            | Jade / Jadebusen        | 53° 35′ 40″ N, 008° 08′ 36″ O | JadeWeserPort Realisierungsgesellschaft / Niedersächsisches Ministerium für Wirtschaft, Arbeit, Verkehr und Digitalisierung -Hafenbehörde- | einziger Tiefwasserhafen Deutschlands                                      |
| Londoner Hafen             | GBLON       | London             | Vereinigtes Königreich | Themse                  | 51° 30′ 10″ N, 000° 04′ 03″ O | Port of London Authority |                                                                            |
| London Thamesport          | GBRCH       | Rochester          | Vereinigtes Königreich | Themse                  | 51° 26′ 04″ N, 000° 41′ 12″ O | Hutchinson Port Holdings | Tiefwasserhafen                                                            |
| Wilhelmshavener Häfen      | DEWHV       | Wilhelmshaven      | Deutschland            | Jadebusen               | 53° 31′ 48″ N, 008° 07′ 31″ O | Niedersachsen Ports | Seehafen mit der größten Tiefe und größter Erdölumschlaghafen Deutschlands |

### Ostsee
| Name                         | UN/LOCODE | Ort               | Land        | Gewässer                         | Koordinaten                   | Betreiber/Behörde                | Bemerkungen                                                        |
| ---------------------------- | --------- | ----------------- | ----------- | -------------------------------- | ----------------------------- | -------------------------------- | ------------------------------------------------------------------ |
| Aabenraa Havn                | DKAAB     | Aabenraa          | Dänemark    | Aabenraa Fjord (Kleiner Belt)    | 55° 02′ 30″ N, 009° 25′ 44″ O | Aabenraa Havn                    | tiefster Hafen im westlichen Teil der Ostsee                       |
| Aarhus Havn                  | DKAAR     | Aarhus            | Dänemark    | Århusbucht Kattegat              | 56° 09′ 17″ N, 010° 13′ 34″ O | Aarhus Havn                      | größter Containerhafen in Dänemark                                 |
| Hafen von Danzig             | PLGDN     | Danzig            | Polen       | Weichselmündung (Danziger Bucht) | 54° 22′ 59″ N, 018° 39′ 54″ O | Port of Gdansk Authority         | größter Hafen Polens                                               |
| Helsingør Havn               | DKHLS     | Helsingør         | Dänemark    | Öresund                          | 56° 02′ 11″ N, 012° 37′ 04″ O | Helsingør Havne                  | bedeutender Fährhafen nach Helsingborg                             |
| Hafen von Helsinki           | FIHEL     | Helsinki          | Finnland    | Finnischer Meerbusen             | 60° 09′ 34″ N, 024° 55′ 24″ O | Port of Helsinki                 | Südhafen (Eteläsatama), Westhafen (Länsisatama) und Hafen Vuosaari |
| Horsens Havn                 | DKHOR     | Horsens           | Dänemark    | Horsens Fjord (Kattegat)         | 55° 51′ 21″ N, 009° 51′ 59″ O | Horsens Havn A/S                 |                                                                    |
| Seehafen Kiel                | DEKEL     | Kiel              | Deutschland | Kieler Förde (Kieler Bucht)      | 54° 19′ 15″ N, 010° 08′ 41″ O | Seehafen Kiel GmbH               |                                                                    |
| Hafen Klaipėda               | LTKLJ     | Klaipėda          | Litauen     | Kurisches Haff                   | 55° 39′ 40″ N, 021° 08′ 44″ O | Klaipeda State Seaport Authority | ganzjährig eisfrei                                                 |
| Kolding Havn                 | DKKOL     | Kolding           | Dänemark    | Kolding Fjord                    | 55° 29′ 27″ N, 009° 29′ 43″ O | Kolding Havn                     | größter Holzimport-Hafen in Dänemark                               |
| Hafen von Kopenhagen         | DKCPH     | Kopenhagen        | Dänemark    | Öresund                          | 55° 41′ 46″ N, 012° 36′ 48″ O | Copenhagen Malmø Port AB         |                                                                    |
| Hafen Kopenhagen/Malmö       | SEMMA     | Malmö             | Schweden    | Öresund                          | 55° 37′ 32″ N, 013° 00′ 09″ O | Copenhagen Malmø Port AB         |                                                                    |
| Hafen Lübeck                 | DELBC     | Lübeck            | Deutschland | Trave                            | 53° 52′ 29″ N, 010° 41′ 16″ O | Lübecker Hafengesellschaft       | Einer der größten Fährhäfen Europas                                |
| Hafen von Lübeck-Travemünde  | DETRV     | Lübeck-Travemünde | Deutschland | Trave (Lübecker Bucht)           | 53° 56′ 41″ N, 010° 51′ 35″ O | Lübecker Hafengesellschaft       | Teil des Lübecker Hafens, mit Fährterminal Skandinavienkai         |
| Muuga                        | EETLL     | Maardu            | Estland     | Finnischer Meerbusen             | 59° 29′ 35″ N, 024° 56′ 57″ O | Port of Tallinn                  | tiefster Handelshafen Estlands                                     |
| Hafen Rostock                | DERSK     | Rostock           | Deutschland | Unterwarnow                      | 54° 08′ 52″ N, 012° 06′ 55″ O | Rostock Port GmbH                | mit Kreuzfahrtterminal Warnemünde Cruise Port                      |
| Skagen Havn                  | DKSKA     | Skagen            | Dänemark    | Ålbæk Bugt Kattegat              | 57° 43′ 01″ N, 010° 35′ 03″ O | Skagen Havn                      | größter Fischereihafen Dänemarks                                   |
| Häfen von Stettin/Swinemünde |           | Stettin           | Polen       | Oder (Pommersche Bucht)          | 53° 25′ 46″ N, 014° 34′ 50″ O |                                  |                                                                    |
| Häfen von Sankt Petersburg   | RULED     | Sankt Petersburg  | Russland    | Newa Finnischer Meerbusen        | 59° 55′ 38″ N, 030° 13′ 48″ O | Port Authority of St. Petersburg | bedeutendster Hafen Russlands                                      |
| Hafen von Tallinn            | EETLL     | Tallinn           | Estland     | Finnischer Meerbusen             | 59° 27′ 36″ N, 024° 41′ 42″ O | Port of Tallinn                  |                                                                    |
| Hafen von Trelleborg         | SETRG     | Trelleborg        | Schweden    | Öresund                          | 55° 22′ 07″ N, 013° 09′ 08″ O | Trelleborgs Hamn AB              |                                                                    |

### Schwarzes Meer
| Name                         | UN/LOCODE | Ort          | Land               | Gewässer        | Koordinaten                   | Betreiber/Behörde                               | Bemerkungen                                 |
| ---------------------------- | --------- | ------------ | ------------------ | --------------- | ----------------------------- | ----------------------------------------------- | ------------------------------------------- |
| Hafen Odessa                 | UAODS     | Odessa       | Ukraine            |                 | 46° 29′ 58″ N, 030° 44′ 23″ O |                                                 |                                             |
| Hafen Sewastopol             | UASVP     | Sewastopol   | Ukraine / Russland |                 | 44° 35′ 42″ N, 033° 31′ 18″ O | Schwarzmeerflotte                               | eisfreier Hafen Russlands am Schwarzen Meer |
| Hafen Noworossijsk           | RUNVS     | Noworossijsk | Russland           |                 | 44° 43′ 00″ N, 037° 46′ 00″ O | Schwarzmeerflotte                               | eisfreier Hafen Russlands am Schwarzen Meer |
| Hafen von Warna              | BGVAR     | Warna        | Bulgarien          | Golf von Warna  | 43° 11′ 37″ N, 27° 54′ 42″ O  | Port of Bourgas Authority                       | Zweitgrößter bulgarischer Hafen             |
| Hafen von Burgas             | BGBOJ     | Burgas       | Bulgarien          | Golf von Burgas | 42° 29′ 0″ N, 27° 28′ 18″ O   | Port of Bourgas Authority                       | Größter bulgarischer Hafen                  |
| Samsunport                   | TRSSX     | Samsun       | Türkei             |                 | 41° 18′ 0″ N, 36° 20′ 40″ O   | Samsunport-Samsun International Port Management | Größter türkischer Hafen am Schwarzen Meer  |
| Hafen von Constanța (Agigea) | ROCND     | Constanța    | Rumänien           |                 | 44° 6′ 38″ N, 28° 39′ 12″ O   | Maritime Ports Administration SA Constantza     | Größter rumänischer Hafen am Schwarzen Meer |

## Indischer Ozean

### Indik
| Name                        | UN/LOCODE       | Ort                | Land       | Gewässer                   | Koordinaten                   | Betreiber/Behörde                               | Bemerkungen                                                               |
| --------------------------- | --------------- | ------------------ | ---------- | -------------------------- | ----------------------------- | ----------------------------------------------- | ------------------------------------------------------------------------- |
| Hafen von Chennai           | INMAA           | Chennai            | Indien     | Golf von Bengalen          | 13° 06′ 40″ N, 080° 18′ 03″ O | Chennai Port Trust                              | früher: Madras                                                            |
| Hafen von Colombo           | LKCMB           | Colombo            | Sri Lanka  | Golf von Mannar            | 06° 57′ 05″ N, 079° 51′ 01″ O | Sri Lanka Ports Authority                       |                                                                           |
| Hafen Daressalam            | TZDAR           | Daressalam         | Tansania   | Indischer Ozean            | 06° 46′ 57″ S, 039° 17′ 04″ O | Tanzania Ports Authority                        | wichtiger Exporthafen für Burundi, DRC, Malawi, Ruanda, Sambia und Uganda |
| Hafen von Durban            | ZADUR           | Durban             | Südafrika  | Indischer Ozean            | 29° 52′ 52″ S, 031° 01′ 38″ O | Transnet National Ports Authority               | zweitgrößter Containerhafen der südlichen Hemisphäre                      |
| Hafen von Maputo und Matola | MZMPM und MZMAT | Maputo und Matola  | Mosambik   | Bucht von Maputo           | 25° 57′ 38″ S, 032° 32′ 47″ O | Companhia de Desenvolvimento do Porto de Maputo | wichtiger Exporthafen für Südafrika, Eswatini, Simbabwe und Mosambik      |
| Hafen Ngqura                | ZANGQ           | Nelson Mandela Bay | Südafrika  | Indischer Ozean            | 33° 48′ 22″ S, 025° 41′ 12″ O | Transnet National Ports Authority               | jüngster Industriehafen Südafrikas                                        |
| Hafen von Richards Bay      | ZARCB           | Richards Bay       | Südafrika  | Lagune des Mlathuze Rivers | 28° 48′ 00″ S, 032° 03′ 00″ O | Transnet National Ports Authority               | mit dem weltweit größten Kohleverladeterminal für den Export              |
| Hafen Port Hedland          | AUPHE           | Port Hedland       | Australien | Timorsee                   | 20° 18′ 00″ S, 118° 37′ 59″ O | Pilbara Ports Authority                         | Weltweit bedeutender Exporthafen für Eisenerz                             |
| Hafen von Adelaide          | AUADL           | Adelaide           | Australien | Große Australische Bucht   | 34° 47′ 57″ S, 138° 30′ 45″ O | Flinders Ports Pty Ltd                          |                                                                           |
| Hafen von Darwin            | AUDRW           | Darwin             | Australien | Timorsee                   | 12° 28′ 13″ S, 130° 51′ 28″ O | Darwin Port Corporation                         |                                                                           |

### Arabisches Meer
| Name                | UN/LOCODE | Ort       | Land     | Gewässer                  | Koordinaten                   | Betreiber/Behörde           | Bemerkungen           |
| ------------------- | --------- | --------- | -------- | ------------------------- | ----------------------------- | --------------------------- | --------------------- |
| Hafen von Karatschi | PKKHI     | Karatschi | Pakistan | Indus Bucht von Karatschi | 24° 50′ 06″ N, 066° 58′ 40″ O | Karachi Port Trust          |                       |
| Hafen von Mumbai    | INBOM     | Mumbai    | Indien   | Thane Creek               | 18° 56′ 31″ N, 072° 53′ 07″ O | Mumbai Port Trust           |                       |
| Nhava Sheva         | INNSA     | Mumbai    | Indien   | Thane Creek               | 18° 57′ 06″ N, 072° 56′ 59″ O | Jawaharlal Nehru Port Trust | größter Hafen Indiens |

### Persischer Golf
| Name                   | UN/LOCODE | Ort          | Land                         | Gewässer          | Koordinaten                   | Betreiber/Behörde                 | Bemerkungen                        |
| ---------------------- | --------- | ------------ | ---------------------------- | ----------------- | ----------------------------- | --------------------------------- | ---------------------------------- |
| Dschabal Ali           | AEJEA     | Dubai        | Vereinigte Arabische Emirate |                   | 24° 59′ 35″ N, 055° 04′ 12″ O | Dubai Ports Authority             | größter Seehafen der Nahost-Region |
| Hafen von Bandar Abbas | IRBND     | Bandar Abbas | Iran                         | Straße von Hormus | 27° 08′ 27″ N, 056° 12′ 24″ O |                                   | größter Hafen des Iran             |
| Port Rashid            | AEDXB     | Dubai        | Vereinigte Arabische Emirate | Dubai Creek       | 25° 16′ 02″ N, 055° 16′ 15″ O | DP World                          | Kreuzfahrthafen                    |
| Port Sultan Qaboos     | OMMCT     | Maskat       | Oman                         | Golf von Oman     | 23° 37′ 38″ N, 058° 34′ 03″ O | Port Services Corporation S.A.O.G |                                    |
| Port Zayed             | AEAUH     | Abu Dhabi    | Vereinigte Arabische Emirate |                   | 24° 31′ 30″ N, 054° 22′ 34″ O | Abu Dhabi Seaport Authority       |                                    |

### Rotes Meer
| Name               | UN/LOCODE | Ort      | Land      | Gewässer       | Koordinaten                   | Betreiber/Behörde       | Bemerkungen                             |
| ------------------ | --------- | -------- | --------- | -------------- | ----------------------------- | ----------------------- | --------------------------------------- |
| Hafen von Aqaba    | JOAQJ     | Aqaba    | Jordanien | Golf von Akaba | 29° 31′ 06″ N, 034° 59′ 52″ O | Ports Corporation       | einziger Seehafen Jordaniens            |
| Hafen von Eilat    | ILETH     | Eilat    | Israel    | Golf von Akaba | 29° 33′ 28″ N, 034° 57′ 07″ O |                         | einziger Seehafen Israels am Roten Meer |
| Hafen von Hurghada | EGHRG     | Hurghada | Ägypten   |                | 27° 15′ 49″ N, 033° 48′ 46″ O | Red Sea Ports Authority |                                         |
| Port Suez          | EGSUZ     | Suez     | Ägypten   | Golf von Suez  | 29° 57′ 01″ N, 032° 33′ 25″ O | Red Sea Ports Authority | Hafen am Südende des Suezkanals         |

## Pazifischer Ozean
| Name                       | UN/LOCODE | Ort             | Land               | Gewässer                        | Koordinaten                   | Betreiber/Behörde                                    | Bemerkungen                                            |
| -------------------------- | --------- | --------------- | ------------------ | ------------------------------- | ----------------------------- | ---------------------------------------------------- | ------------------------------------------------------ |
| Hafen Vancouver            | CAVAN     | Vancouver       | Kanada             | Burrard Inlet                   | 49° 17′ 07″ N, 123° 04′ 50″ W | Vancouver Fraser Port Authority                      |                                                        |
| Hafen von Callao           | PECLL     | Callao, Lima    | Peru               |                                 | 12° 02′ 49″ S, 077° 08′ 53″ W | Empresa Nacional de Puertos S.A.                     | bedeutendster Hafen Perus                              |
| Hafen von Tacoma           | USTIW     | Tacoma          | Vereinigte Staaten | Puget Sound                     | 47° 16′ 02″ N, 122° 24′ 24″ W | Port of Tacoma Commission                            |                                                        |
| Hafen von Seattle          | USSEA     | Seattle         | Vereinigte Staaten | Puget Sound                     | 47° 35′ 07″ N, 122° 21′ 14″ W | Port of Seattle Commission                           |                                                        |
| Hafen von Portland, Oregon | USPDX     | Portland        | Vereinigte Staaten | Columbia River Willamette River | 45° 38′ 07″ N, 122° 45′ 48″ W |                                                      |                                                        |
| Hafen von Oakland          | USOAK     | Oakland         | Vereinigte Staaten | San Francisco Bay               | 37° 47′ 58″ N, 122° 18′ 07″ W | Port of Oakland Board Commissioners                  |                                                        |
| Hafen von Long Beach       | USLGB     | Long Beach      | Vereinigte Staaten | San Pedro Bay                   | 33° 44′ 56″ N, 118° 12′ 04″ W | Long Beach Board of Harbor Commissioners             |                                                        |
| Hafen von Los Angeles      | USLAX     | Los Angeles     | Vereinigte Staaten | San Pedro Bay                   | 33° 42′ 39″ N, 118° 14′ 59″ W | State Tidelands Trust                                | größter Containerhafen in Nordamerika                  |
| Hafen von San Diego        | USSAN     | San Diego       | Vereinigte Staaten | San Diego Bay                   | 32° 41′ 04″ N, 117° 09′ 41″ W | San Diego Unified Port District                      | natürlicher Tiefwasserhafen                            |
| Hafen von Guaymas          | MXGYM     | Guaymas         | Mexiko             | Golf von Kalifornien            | 27° 55′ 07″ N, 110° 52′ 10″ W |                                                      |                                                        |
| Hafen von Topoloampo       | MXTPB     | Topolobampo     | Mexiko             | Golf von Kalifornien            | 25° 35′ 08″ N, 109° 03′ 37″ W |                                                      |                                                        |
| Hafen von Mazatlán         | MXMZT     | Mazatlán        | Mexiko             | Golf von Kalifornien            | 23° 11′ 32″ N, 106° 23′ 57″ W | Administracion Portuaria Integral de Mazatlan        |                                                        |
| Hafen von Manzanillo       | MXZLO     | Manzanillo      | Mexiko             | Bahia Manzanillo                | 19° 03′ 40″ N, 104° 17′ 48″ W |                                                      |                                                        |
| Hafen von Lázaro Cárdenas  | MXLZC     | Lázaro Cárdenas | Mexiko             |                                 | 17° 56′ 01″ N, 102° 10′ 48″ W | Administración Porutaria Integral de Lázaro Cárdenas |                                                        |
| Hafen von Salina Cruz      | MXSCX     | Salina Cruz     | Mexiko             |                                 | 16° 10′ 07″ N, 095° 11′ 50″ W |                                                      |                                                        |
| Hafen von Victoria         | CAVIC     | Victoria        | Kanada             | Juan-de-Fuca-Straße             | 48° 25′ 25″ N, 123° 22′ 22″ W | Greater Victoria Harbour Authority                   |                                                        |
| Hafen von Wladiwostok      | RUVVO     | Wladiwostok     | Russland           | Japanisches Meer                | 43° 06′ 37″ N, 131° 56′ 05″ O | Aktiengesellschaft (SAO)                             | bedeutendster russischer Pazifikhafen                  |
| Pearl Harbor               | USHNL     | Honolulu        | Vereinigte Staaten | Mamala Bay                      | 21° 20′ 16″ N, 157° 58′ 13″ W | United States Navy                                   | Hauptquartier der Pazifikflotte der United States Navy |
| Puerto Quetzal             | GTPRQ     | Puerto San José | Guatemala          |                                 | 13° 55′ 21″ N, 090° 47′ 23″ W |                                                      |                                                        |
| Hafen von Acajutla         | SVAQJ     | Acajutla        | El Salvador        |                                 | 13° 34′ 32″ N, 089° 50′ 23″ W |                                                      |                                                        |
| Hafen von Corinto          | NICIO     | Corinto         | Nicaragua          |                                 | 12° 28′ 52″ N, 087° 10′ 07″ W |                                                      |                                                        |
| Hafen von Caldera          | CRCAL     | Caldera         | Costa Rica         | Golf von Nicoya                 | 09° 54′ 42″ N, 084° 43′ 12″ W |                                                      |                                                        |
| Hafen von Panama-Stadt     | PAPTY     | Panama-Stadt    | Panama             | Panamakanal                     | 08° 57′ 23″ N, 079° 33′ 51″ W |                                                      |                                                        |

### Golf von Alaska
| Name                | UN/LOCODE | Ort       | Land               | Gewässer           | Koordinaten                   | Betreiber/Behörde          | Bemerkungen |
| ------------------- | --------- | --------- | ------------------ | ------------------ | ----------------------------- | -------------------------- | ----------- |
| Hafen Anchorage     | USANC     | Anchorage | Vereinigte Staaten | Cook Inlet         | 61° 14′ 25″ N, 149° 53′ 10″ W | Municipality of Anchorage  |             |
| Hafen von Ketchikan | USKTN     | Ketchikan | Vereinigte Staaten | Tongass Narrows    | 55° 20′ 49″ N, 131° 40′ 26″ W | City of Ketchikan          |             |
| Hafen von Valdez    | USANC     | Valdez    | Vereinigte Staaten | Prinz-William-Sund | 61° 06′ 13″ N, 146° 21′ 40″ W | City of Valdez Ports Dept. | Ölhafen     |

### Korallenmeer
| Name                | UN/LOCODE | Ort          | Land            | Gewässer       | Koordinaten                   | Betreiber/Behörde                              | Bemerkungen    |
| ------------------- | --------- | ------------ | --------------- | -------------- | ----------------------------- | ---------------------------------------------- | -------------- |
| Hafen Anibare       |           | Anibare      | Nauru           | Anibare-Bucht  | 00° 32′ 13″ S, 166° 57′ 01″ O | Anibare Boat Harbour Community, Republik Nauru | Fischereihafen |
| Hafen von Gladstone | AUGLT     | Gladstone    | Australien      | Auckland Creek | 23° 49′ 48″ S, 151° 15′ 10″ O | Gladstone Ports Corporation                    |                |
| Port Moresby        | PGPOM     | Port Moresby | Papua-Neuguinea | Golf von Papua | 09° 28′ 02″ S, 147° 09′ 06″ O | PNG Ports Corporation Ltd.                     |                |

### Ostchinesisches Meer
| Name                  | UN/LOCODE   | Ort             | Land                | Gewässer                     | Koordinaten                   | Betreiber/Behörde                               | Bemerkungen                            |
| --------------------- | ----------- | --------------- | ------------------- | ---------------------------- | ----------------------------- | ----------------------------------------------- | -------------------------------------- |
| Hafen von Busan       | KRPUS       | Busan           | Südkorea            | Japanisches Meer             | 35° 06′ 34″ N, 129° 03′ 34″ O | Busan Port Authority                            | bedeutendster Hafen Südkoreas          |
| Hafen von Dalian      | CNDLC       | Dalian          | Volksrepublik China | Gelbes Meer                  | 38° 56′ 01″ N, 121° 39′ 02″ O | Dalian Port Corporation Ltd.                    | nördlichster eisfreier Seehafen Chinas |
| Hafen von Qingdao     | CNTAO       | Qingdao         | Volksrepublik China | Gelbes Meer                  | 36° 05′ 45″ N, 120° 19′ 02″ O | Qingdao Port Authority                          |                                        |
| Hafen von Shanghai    | CNSHA       | Shanghai        | Volksrepublik China | Jangtsekiang, Hangzhou-Bucht | 31° 13′ 19″ N, 121° 29′ 22″ O | Shanghai International Port (Group) Co., Ltd.   |                                        |
| Ningbo-Zhoushan-Hafen | CNNGB CNZOS | Ningbo Zhoushan | Volksrepublik China | Qiantang, Hangzhou-Bucht     | 29° 56′ 00″ N, 121° 50′ 00″ O | Verwaltungskommission für Ningbo-Zhoushan-Hafen |                                        |
| Hafen von Keelung     | TWKEL       | Keelung         | Taiwan              |                              | 25° 09′ 00″ N, 121° 45′ 00″ O | Keelung Harbour Bureau                          | zweitgrößter Hafen Taiwans             |

### Philippinensee
| Name               | UN/LOCODE | Ort      | Land               | Gewässer        | Koordinaten                   | Betreiber/Behörde                        | Bemerkungen                                               |
| ------------------ | --------- | -------- | ------------------ | --------------- | ----------------------------- | ---------------------------------------- | --------------------------------------------------------- |
| Apra Harbor        |           | Guam     | Vereinigte Staaten |                 | 13° 27′ 07″ N, 144° 39′ 04″ O |                                          | natürlicher Tiefwasserhafen, Basis der United States Navy |
| Hafen von Kōbe     | JPUKB     | Kōbe     | Japan              | Bucht von Ōsaka | 34° 41′ 03″ N, 135° 14′ 27″ O | Kobe Port Terminal Corporation           |                                                           |
| Hafen von Osaka    | JPOSA     | Osaka    | Japan              | Bucht von Ōsaka | 34° 38′ 09″ N, 135° 26′ 03″ O | Osaka Port Corporation                   |                                                           |
| Hafen von Yokohama | JPYOK     | Yokohama | Japan              | Bucht von Tokio | 35° 26′ 11″ N, 139° 40′ 04″ O | Port and Harbour Bureau City of Yokohama |                                                           |
| Hafen Nagoya       | JPNGO     | Nagoya   | Japan              | Ise-Bucht       | 35° 02′ 11″ N, 136° 51′ 07″ O | Nagoya Port Authority                    | größter ziviler Seehafen Japans                           |

### Südchinesisches Meer
| Name                | UN/LOCODE         | Ort       | Land                | Gewässer           | Koordinaten                   | Betreiber/Behörde                             | Bemerkungen                                        |
| ------------------- | ----------------- | --------- | ------------------- | ------------------ | ----------------------------- | --------------------------------------------- | -------------------------------------------------- |
| Hafen von Chiwan    | CNCWN             | Shenzhen  | Volksrepublik China | Bucht von Shenzhen | 22° 28′ 26″ N, 113° 54′ 26″ O | Chiwan Port Authority                         |                                                    |
| Hafen von Cebu      | PHCEB             | Cebu City | Philippinen         | Straße von Cebu    | 10° 18′ 23″ N, 123° 55′ 34″ O | Cebu Port Authority                           |                                                    |
| Hafen von Guangzhou | CNGZG             | Guangzhou | Volksrepublik China | Perlfluss          | 23° 05′ 39″ N, 113° 24′ 53″ O | Guangzhou Port Affairs Bureau                 | flächenmäßig größter Hafen der Volksrepublik China |
| Hafen von Kaohsiung | TWKHH             | Kaohsiung | Taiwan              |                    | 22° 36′ 36″ N, 120° 15′ 00″ O | Kaohsiung Harbour Bureau                      | größter Hafen Taiwans                              |
| Hafen von Manila    | PHMNL PHMNS PHMNN | Manila    | Philippinen         | Manilabucht        | 14° 35′ 57″ N, 120° 57′ 18″ O | Philippine Ports Authority                    |                                                    |
| Hafen Muara         | BNMUA             | Muara     | Brunei              | Brunei Bay         | 05° 01′ 29″ N, 115° 04′ 23″ O | Muara Port Company Sdn Bhd                    | Basis der Königlichen Marine Bruneis               |
| Hafen von Shekou    | CNSHK             | Shenzhen  | Volksrepublik China | Bucht von Shenzhen | 22° 28′ 15″ N, 113° 54′ 12″ O | China Merchants Shekou Port Service Co., Ltd. |                                                    |
| Hafen von Singapur  | SGSIN             | Singapur  | Singapur            | Straße von Malakka | 01° 17′ 34″ N, 103° 43′ 31″ O | Maritime and Port Authority                   | weltweit bedeutendster Umschlagplatz für Container |
| Hafen von Yantian   | CNYTN             | Shenzhen  | Volksrepublik China | Bucht von Shenzhen | 22° 34′ 27″ N, 114° 16′ 02″ O | Shenzhen Yantian Port Holdings Co.,Ltd        |                                                    |
| Port Klang          | MYPKG             | Klang     | Malaysia            | Straße von Malakka | 03° 00′ 57″ N, 101° 21′ 37″ O | Port Klang Authority                          | größter Seehafen Malaysias                         |

### Tasmansee
| Name                | UN/LOCODE | Ort        | Land       | Gewässer                        | Koordinaten                   | Betreiber/Behörde             | Bemerkungen                                                          |
| ------------------- | --------- | ---------- | ---------- | ------------------------------- | ----------------------------- | ----------------------------- | -------------------------------------------------------------------- |
| Häfen von Auckland  | NZAKL     | Auckland   | Neuseeland | Manukau Harbour u. Hauraki Gulf | 36° 50′ 38″ S, 174° 46′ 37″ O | Ports of Auckland             | drei Einzelhäfen (Port of Auckland, Port of Onehunga, Chelsea Wharf) |
| Hafen von Melbourne | AUMEL     | Melbourne  | Australien | Port-Phillip-Bucht              | 37° 49′ 58″ S, 144° 55′ 03″ O | Port of Melbourne Corporation | größter Containerhafen in Australien                                 |
| Hafen von Sydney    | AUSYD     | Sydney     | Australien | Botany Bay                      | 33° 51′ 30″ S, 151° 14′ 00″ O | Sydney Ports Corporation      |                                                                      |
| Wellington Harbour  | NZWLG     | Wellington | Neuseeland | Cookstraße                      | 41° 17′ 00″ S, 174° 50′ 00″ O | CentrePort Wellington         | Naturhafen                                                           |